# Heimenhausen
Heimenhausen ist eine politische Gemeinde im Verwaltungskreis Oberaargau des Kantons Bern in der Schweiz.
Am 1. Januar 2009 wurde die Fusion von Heimenhausen mit Röthenbach bei Herzogenbuchsee und Wanzwil zur neuen Gemeinde Heimenhausen rechtskräftig.

## Geographie
Heimenhausen liegt auf 452 m ü. M., 2,5 km nördlich von Herzogenbuchsee und 7 km westlich der Stadt Langenthal (Luftlinie). Das ehemalige Strassenzeilendorf erstreckt sich auf der Schotterterrasse westlich des unteren Önztals und südlich der Aareniederung, im Oberaargau.
Die Fläche des 3,2 km² grossen Gemeindegebiets umfasst einen Abschnitt des nördlichen Berner Mittellandes. Das Gebiet wird durch die parallel verlaufenden Bäche der Önz und des Seebachs (Abfluss des Inkwilersees) untergliedert. Während erstere im Lauf der Zeit ein rund 15 bis 20 m tiefes und 200 m breites Tal in die Schotterebene eingesenkt hat, fliesst letzterer auf dem Plateau und tieft sich erst im äussersten Norden allmählich in die Schotterterrasse ein. Östlich des Önztals liegt mit dem Ischlag und dem Plateau bei Schwerzi nur ein kleiner Anteil des Gemeindegebietes. Nach Norden und Nordwesten erstreckt sich der Gemeindeboden in die ausgedehnten Waldungen von Griengrubenwald, Tannhubel und Bergwald. Der Bergwald bedeckt einen Grundmoränenwall des eiszeitlichen Rhonegletschers und erreicht mit 487 m ü. M. die höchste Erhebung von Heimenhausen. Von der Gemeindefläche entfielen 1997 10 % auf Siedlungen, 40 % auf Wald und Gehölze und 50 % auf Landwirtschaft.
Zu Heimenhausen gehören der Weiler Schwerzi (443 m ü. M.) auf dem Plateau östlich des Önztals sowie die Ortschaften Wanzwil (455 m ü. M.) und Röthenbach bei Herzogenbuchsee (462 m ü. M.) westlich des Önztals.
Nachbargemeinden von Heimenhausen sind seit der Fusion Berken, Graben, Herzogenbuchsee, Niederönz, Inkwil, Wangen an der Aare und Walliswil bei Wangen.

## Bevölkerung
Mit 1201 Einwohnern (Stand 31. Dezember 2023) gehört Heimenhausen zu den kleinen Gemeinden des Kantons Bern. Von den Bewohnern sind 98,5 % deutschsprachig, 0,7 % sprechen Serbokroatisch und 0,2 % Französisch (Stand 2000). Die Bevölkerungszahl von Heimenhausen belief sich 1850 auf 388 Einwohner, 1900 auf 416 Einwohner. Im Verlauf des 20. Jahrhunderts nahm die Bevölkerungszahl bis 1980 durch starke Abwanderung um über 30 % auf 287 Personen ab. Seither wurde wieder eine deutliche Bevölkerungszunahme verzeichnet. Seit Ende Oktober 2021 leben 1169 Personen in Heimenhausen. Davon haben 94 Personen kein Schweizer Bürgerrecht.

## Wasserversorgung
Die Wasserversorgung ist Sache des Gemeindeverbandes Wasserversorgung an der untern Oenz (WVOe). Wie viele andere Wasserversorger hat auch die WVOe mit Chlorothalonil-Metaboliten zu kämpfen. Wasserproben aus dem Jahr 2019 zeigten gleich bei vier Trinkwasserfassungen des WVOe Überschreitungen der geltenden Höchstwerte. Infolge der Wärme und Trockenheit im Jahr 2019 wurden die Kunden im Juli desselben Jahres dazu aufgerufen, den Wasserverbrauch einzuschränken.

## Wirtschaft
Heimenhausen war bis in die zweite Hälfte des 20. Jahrhunderts ein vorwiegend durch die Landwirtschaft geprägtes Dorf. Noch heute haben der Ackerbau und die Viehzucht sowie die Forstwirtschaft einen wichtigen Stellenwert in der Erwerbsstruktur der Bevölkerung. Weitere Arbeitsplätze sind im lokalen Kleingewerbe und im Dienstleistungssektor vorhanden. In den letzten Jahrzehnten hat sich das Dorf zu einer Wohngemeinde entwickelt. Viele Erwerbstätige sind deshalb Wegpendler, die hauptsächlich in der Region Langenthal-Herzogenbuchsee arbeiten.

## Verkehr
Die Gemeinde liegt abseits der grösseren Durchgangsachsen an einer Verbindungsstrasse von Herzogenbuchsee nach Berken. Der nächste Anschluss an die Autobahn A1 (Bern–Zürich) befindet sich rund 6 km vom Ortskern entfernt. Durch eine Buslinie, welche die Strecke von Herzogenbuchsee via Wangen an der Aare nach Farnern bedient, ist Heimenhausen an das Netz des öffentlichen Verkehrs angebunden.

## Geschichte
Das Gemeindegebiet von Heimenhausen war schon sehr früh besiedelt. So wurden ein Flachgrab aus der Latènezeit und verschiedene Siedlungs- und Wegspuren aus der Römerzeit gefunden. Die erste urkundliche Erwähnung des Ortes erfolgte 1328 unter dem Namen Heimenhusen. Später erschienen die Bezeichnungen Heimhusen (1347) und Heymenshusen (1385). Der Ortsname ist vom althochdeutschen Personennamen Heimo (eine Kurzform von Heimwalt) abgeleitet und bedeutet somit bei den Häusern des Heimo.
Seit dem Mittelalter unterstand Heimenhausen der kyburgischen Grundherrschaft Herzogenbuchsee und teilte deren Schicksal. Im Jahr 1406 gelangte das Dorf unter die Herrschaft von Bern und wurde der Landvogtei Wangen und darin dem Gerichtsort Herzogenbuchsee zugeordnet. Nach dem Zusammenbruch des Ancien Régime (1798) gehörte Heimenhausen während der Helvetik zum Distrikt Wangen und ab 1803 zum Oberamt Wangen, das mit der neuen Kantonsverfassung von 1831 den Status eines Amtsbezirks erhielt. Auf Gemeindeebene besteht heute eine enge Zusammenarbeit mit den Nachbardörfern Röthenbach bei Herzogenbuchsee und Wanzwil, auf den 1. Januar 2009 wurde die Fusion mit diesen Gemeinden vollzogen.

## Sehenswürdigkeiten
Im alten Ortskern sind einige charakteristische Bauernhäuser des bernischen Landstils aus dem 17. bis 19. Jahrhundert erhalten. Das aus dem 16. Jahrhundert stammende Heidenstöckli zählt zu den ältesten Holzspeichern des Oberaargaus. Heimenhausen besitzt kein eigenes Gotteshaus, es gehört zur Kirchgemeinde Herzogenbuchsee.